# 織田あすか
織田 あすか（おだ あすか）は、日本の作詞家である。

## 概要
2016年よりElements Garden所属。
これまでに作詞した曲は200を超える。

## 楽曲提供
- 風男塾
- 吉七味。
- Faylan
- 小倉唯[2]
- Peaky P-key
- 内田真礼
- ClariS[3]
- i☆Ris[4]
- うたの☆プリンスさまっ♪
  - 来栖翔(下野紘)
  - 日向大和(木村良平)
  - 一ノ瀬トキヤ(宮野真守)
  - 鳳瑛二(内田雄馬)
  - 愛島セシル(鳥海浩輔)
  - 天草シオン(山下大輝)
  - 神宮寺レン(諏訪部順一)
  - 桐生院ヴァン(高橋英則)
  - 四ノ宮那月(谷山紀章)
  - 帝ナギ(代永翼)
  - 聖川真斗(鈴村健一)
  - 皇綺羅(小野大輔)
  - 一十木音也(寺島拓篤)
  - 鳳瑛一(緑川光)
  - HE★VENS
- BanG Dream!
  - Poppin'Party
  - Roselia
  - RAISE A SUILEN
  - Morfonica
  - MyGO!!!!!
  - Ave Mujica
  - Afterglow
  - Pastel*Palettes
  - ハロー、ハッピーワールド!
  - Glitter*Green
  - CHiSPA
  - 香澄×蘭×彩×友希那×こころ
  - 彩×モカ×リサ×花音×つぐみ
  - 湊友希那(相羽あいな)
  - 香澄×蘭×彩×友希那×こころ×ましろ×レイヤ
  - CiRCLE THANKS PARTY！スペシャルバンド
  - レイヤ×紗夜×沙綾×ミッシェル×瑠唯
  - 日菜×千聖×麻弥×友希那×紗夜×リサ×燐子×薫×花音
- 冬組
- ミカエル＆ラファエル[月岡紬(田丸篤志)、高遠丞(佐藤拓也)]
- 伏見臣(熊谷健太郎)
- 雪白東(柿原徹也)
- 箱部なる(M・A・O)
- 明坂芹菜(新田恵海)